# Callobius severus
Callobius severus är en spindelart som först beskrevs av Simon 1884.  Callobius severus ingår i släktet Callobius och familjen mörkerspindlar. Inga underarter finns listade.